# Thereza Imanishi-Kari
Thereza Imanishi-Kari (1943, Brasil) es una bióloga nipo-brasileña, y profesora asociada de Patología, en la Universidad Tufts.

## Biografía
Imanishi-Kari es conocida por su papel en un asunto de presunto fraude científico. En 1986, Imanishi-Kari había sido coautora de un artículo científico sobre inmunología, con David Baltimore. El documento, publicado en la revista científica Cell, mostraron resultados inesperados en la forma en que el sistema inmune reorganiza sus genes para producir anticuerpos contra antigenos al encontrarse por primera vez (ver recombinantes V(D)J). Margot O'Toole, una investigadora en el Lab de Imanishi-Kari, afirmó que no podía reproducir algunos de los experimentos en el documento y acusó a Imanishi-Kari de falsificar los datos. Dado que la investigación había sido financiada por el gobierno federal de EE. UU. a través del National Institutes of Health, la cuestión fue tratada por el Congreso de los Estados Unidos, donde fue perseguida agresivamente por, entre otros, el representante John Dingell. En gran medida sobre la base de esos resultados, la "Unidad Antifraude de NIH", luego llamada "Office of Scientific Integrity", acusó a la Dra. Imanishi-Kari, en 1991 de falsificar datos y recomendó su exclusión de recibir ayudas de investigación por una década. En 1996, una recién constituido "Panel de apelaciones HHS", nombrado por el gobierno federal, revisó el caso de nuevo y desestimó todos los cargos contra Imanishi-Kari. Continúa como científica y sigue publicando con éxito.